# Elżbieta Cipora
Elżbieta Marta Cipora (ur. 1959 w Sanoku) – polska pielęgniarka i epidemiolog, profesor doktor habilitowany nauk medycznych i nauk o zdrowiu, profesor uczelni w Uczelni Państwowej im. Jana Grodka w Sanoku i jej rektor w kadencjach 2012–2016 i 2016–2020.

## Życiorys
Urodziła się w 1959 w Sanoku. W tym mieście ukończyła naukę w szkole średniej. Studiowała na Wydziale Pielęgniarstwa i Nauk o Zdrowiu Akademii Medycznej im. prof. Feliksa Skubiszewskiego w Lublinie, gdzie w 1991 uzyskała tytuł magistra dydaktyki medycznej w zakresie pielęgniarstwa. Doktoryzowała się w 2008 w Akademii Medycznej w Gdańsku na podstawie rozprawy pt. Epidemiologiczna analiza przyczyn hospitalizacji pacjentów w Oddziale Chirurgii w Sanoku oraz rodzaje potrzeb zdrowotnych populacji powiatu, której promotorem była dr hab. Irena Karwat. Stopień naukowy doktora habilitowanego nauk medycznych i nauk o zdrowiu uzyskała w 2019 na Warszawskim Uniwersytecie Medycznym w oparciu o cykl dziewięciu publikacji naukowych powiązanych tematycznie, opatrzonych tytułem Epidemiologia, profilaktyka i wybrane uwarunkowania życia kobiet z rozpoznaniem raka piersi. Postanowieniem prezydenta Andrzeja Dudy z 25 lipca 2024 otrzymała tytuł profesora nauk medycznych i nauk o zdrowiu w dyscyplinie nauki o zdrowiu.
W latach 1980–1985 pracowała jako pielęgniarka w Brzozowie i w Sanoku. W latach 1985–2012 była zatrudniona jako nauczyciel w Medycznej Szkole Policealnej im. Anny Jenke w Sanoku. W latach 2013–2014 prowadziła seminarium magisterskie na Wydziale Medycznym Uniwersytetu Rzeszowskiego.
W 2003 rozpoczęła pracę w Państwowej Wyższej Szkole Zawodowej im. Jana Grodka w Sanoku, w 2019 przekształconej w Uczelnię Państwową im. Jana Grodka w Sanoku, na której objęła stanowisko profesora uczelni. W latach 2005–2008 była dyrektorem Instytutu Pielęgniarstwa, natomiast w latach 2008–2012 pełniła funkcję prorektora ds. dydaktyki. W kadencjach 2012–2016 i 2016–2020 była rektorem sanockiej uczelni, a następnie objęła posadę prorektora.
W 2011 udekorowana Medalem Komisji Edukacji Narodowej oraz Srebrnym Krzyżem Zasługi (2022). W 2001 otrzymała nagrodę Marszałka Województwa Podkarpackiego, a w 2019 tytuł „Lider Przedsiębiorczośc”, przyznany podczas I Sanockiego Forum Gospodarczego.
Zamężna, ma dwóch synów.